# Юган Шестранд
Юган Шестранд  (швед. Johan Sjöstrand, [МФА]: /ˈjuːˌhan ˈɧøːˌstrand/, нар. 26 лютого 1987, Шевде) — шведський гандболіст, олімпійський медаліст.

## Виступи на Олімпіадах
| Олімпіада   | Дисципліна | Місце |
| ----------- | ---------- | ----- |
| Лондон 2012 | гандбол    | 2     |